# Numero di Reech
Il numero di Reech è un numero adimensionale utilizzato nell'ambito della fluidodinamica.
È l'inverso del numero di Froude.

## Definizione matematica
È definito come:
{\displaystyle Pr={gL \over u^{2}}={1 \over Fr}}
dove:
- g è l'accelerazione di gravità;
- L è una lunghezza caratteristica del fenomeno considerato;
- u è una velocità caratteristica del fenomeno considerato;
- Fr è il numero di Froude.